# 사쿠라 무츠코
사쿠라 무츠코(Mutsuko Sakura, 1921년 2월 15일 ~ 2005년 1월 23일)는 일본의 배우이다.
일본에서 태어났으며 일본에서 사망하였다.

## 영화
- 마을 사진첩 (2005년)
- 스윙걸즈 (2004년) - 토모코의 할머니 - 스즈키 미에 역
- 배에서 내리면 그녀의 섬 (2003년)
- 화이팅 에츠코 (1998년)
- 환상의 빛 (1995년) - 토메노 역
- 으랏차차 스모부 (1992년) - 아나야마 유키 역
- 부초 (1959년)
- 안녕하세요 (1959년)
- 달맞이꽃 (1958년)
- 동경 이야기 (1953년) - 오덴-야 노 오나 역
- 젊음의 기록 (1951년)